# Pediobius nishidai
Pediobius nishidai är en stekelart som beskrevs av Christer Hansson 2002. Pediobius nishidai ingår i släktet Pediobius och familjen finglanssteklar.
Artens utbredningsområde är Costa Rica. Inga underarter finns listade i Catalogue of Life.